# Gongylidiellum tennesseense
Gongylidiellum tennesseense is een spinnensoort in de taxonomische indeling van de hangmatspinnen (Linyphiidae).
Het dier behoort tot het geslacht Gongylidiellum. De wetenschappelijke naam van de soort werd voor het eerst geldig gepubliceerd in 1925 door Alexander Petrunkevitch.